# Vordermühle (Greding)
Vordermühle ist ein Wohnplatz der Stadt Greding im Landkreis Roth (Mittelfranken, Bayern).
In der Uraufnahme von 1808/1864 wurde sie als Hofmühle bezeichnet. Die Mühle liegt am Agbach. Heute ist die Mühle ein landwirtschaftlicher Betrieb. Nach dem Zweiten Weltkrieg wurde durch den Bau der Häuser die 100 m breite Baulücke zur Altstadt von Greding geschlossen. Seit 1961 wird sie nicht mehr in den Einwohnerverzeichnis aufgeführt.

## Einwohnerentwicklung
- 1818: 8 Einwohner als Hofmühle[2]
- 1840: 10 Einwohner als Hofmühle[3]
- 1852: 10 Einwohner als Hofmühle[4]
- 1861: 6 Einwohner[5]
- 1871: 10 Einwohner als Hofmühle[6]
- 1885: 5 Einwohner[7]
- 1900: 5 Einwohner[8]
- 1925: 5 Einwohner[9]
- 1950: 12 Einwohner[10]